# Arap Bethke
Ricardo Arap Bethke Galdames (Nairobi, Kenia, 12 de marzo de 1980) es actor mexicano.

## Biografía
Arap Bethke nació el 12 de marzo de 1980 en Kenia. El nombre "Arap Bethke" significa "El hijo de Bethke" en el idioma Kalenjin, lengua africana del lugar donde nació. Su padre, Claus Bethke es Colombo-alemán y su madre Patricia Galdames es chilena.
A la edad de 5 años y por motivos de trabajo por parte de su padre su familia se traslada a México. Estudia la preparatoria en Colegio Peterson. Vive en México hasta la edad de 20 años. Decide completar su universidad en Australia.

## Trayectoria
A los 11 años de edad comenzó su carrera en la televisión con El Club de Gaby, después de un año de grabaciones, el elenco juvenil del programa pasó a ser el Taller juvenil del Centro de Educación Artística de Televisa.
Años más tarde, tras completar sus estudios de preparatoria, el actor vuelve a trabajar en televisión. Esta vez en Mi generación, programa producido por Luis de Llano y Susan Crowley, interpretando a Rodrigo.
Desde entonces, ha interpretado diversos papeles en diferentes telenovelas: Chacho en Clase 406, Demetrio Aguirre en Madre Luna y Antonio Sandoval en Doña Bárbara, estas dos últimas de Telemundo.
Participó en la telenovela Soñar no cuesta nada donde interpretó a Bobby.
En 2006 Tierra de pasiones, en donde interpreta a Beto.
En 2007 apareció en un episodio de la versión estadounidense de Yo soy Betty, la fea, Ugly Betty, "A Tree Grows in Guadalajara", con el personaje de Antonio Barreiro.
Además, fue actor invitado en la primera temporada de la serie juvenil RBD: la familia como Álvaro, en el capítulo  "El que quiera azul celeste que se acueste".
En el 2008 trabaja en la telenovela Doña Bárbara, compartiendo créditos con Edith González.
En el 2009 Arap sigue con la cadena Telemundo, esta vez protagonizando Los Victorinos en el papel de Victorino Gallardo.
Entre 2010 y 2011 trabaja en La diosa coronada y El octavo mandamiento.
En 2012 empezó las grabaciones de Amor cautivo la cual protagoniza al lado de Marimar Vega.
En 2013  filmó Corazón en condominio y en 2014 hizo una participación especial en Señora Acero de Telemundo,en el personaje Gabriel Cruz "Muñeco".  
En 2015 es el antagonista en la telenovela Tanto amor de TV Azteca. Dando vida a Bruno Lombardo
En 2016 Protagoniza junto a Edith González, Eva la Trailera para Telemundo.
En 2017 protagoniza a "Jhon Lucio" en la telenovela La Piloto.

## Filmografía

### Televisión
| Año       | Título                              | Personaje                                |
| --------- | ----------------------------------- | ---------------------------------------- |
| 2002-2003 | Clase 406                           | Antonio "Chacho" Mendoza Cuervo          |
| 2004-2005 | Soñar no cuesta nada                | Roberto                                  |
| 2006      | Tierra de pasiones                  | Roberto "Beto" Contreras                 |
| 2007      | RBD, la familia                     | Álvaro                                   |
| 2007      | Ugly Betty                          | Antonio                                  |
| 2007      | Decisiones                          | A la tercera va la vencida, crema y nata |
| 2007-2008 | Madre Luna                          | Demetrio Aguirre                         |
| 2008-2009 | Doña Bárbara                        | Antonio Sandoval                         |
| 2009      | El duelo                            | Rodrigo Ballesteros                      |
| 2009-2010 | Los Victorinos                      | Victorino Gallardo                       |
| 2010      | La diosa coronada                   | Genaro Castiblanco                       |
| 2010-2011 | Los caballeros las prefieren brutas | Manuel Carmona                           |
| 2011      | Decisiones extremas                 |                                          |
| 2011-2012 | El octavo mandamiento               | Iván Acosta                              |
| 2012      | Amor cautivo                        | Fernando Bustamante Arizmendi            |
| 2013-2014 | Corazón en condominio               | Rodolfo Cortina                          |
| 2014      | Señora Acero                        | Gabriel Aldana "Muñeco Cruz"             |
| 2014-2017 | Club de Cuervos                     | Juan Pablo Iglesias                      |
| 2015-2016 | Tanto amor                          | Bruno Lombardo Iturbide                  |
| 2016      | Eva la Trailera                     | Pablo Contreras                          |
| 2017-2018 | La piloto                           | John Lucio                               |
| 2018      | Descontrol                          | Antonio                                  |
| 2019      | La usurpadora                       | Facundo Nava                             |
| 2020      | Fabric of Lies                      | Diego Domínguez                          |
| 2021      | Buscando a Frida                    | Martín Cabrera                           |
| 2022      | Mujer de nadie                      | Alfredo Terán                            |
| 2022      | La rebelión                         |                                          |
| 2023      | Juego de mentiras                   | César Ferrer                             |
| 2024      | Y tú, ¿tú qué vas a hacer?          | El mismo                                 |
| 2024-2025 | El extraño retorno de Diana Salazar | Joaquín Núñez / Lucas Treviño            |
| 2024      | Fugitivas, en busca de la libertad  | Alejandro Castillo "El Abogado"          |
| 2025      | Juego de amor y poder               | Roberto Roldán                           |

## Cine
- Amores permitidos (2022) — Manuel Jaliffe, coach personal[16]
- Sin origen (2020) — Velkan[17]
- Guadalupe Reyes [18] (2019) — Dr. Roy
- El minthó escarlata (2018) (corto) — Santiago
- Sobredosis de amor (2018) — Bruno[19]
- Antes que amanezca (2018) — Luis Hernández
- Enamorándome de Abril (2015) — Fernando
- Amateur (2014) (corto)
- No se aceptan devoluciones (2013) — Abogado de Valentín Bravo
- Un dulce olor a muerte (1999) — Lucio
- La mirada de la ausencia (1999) — Rocker
- Domingo — Suave
- Prometeo mal encadenado — Prometeo

## Teatro
- Closer (2017) — Luis
- Criminal  (2015)
- Puros cuentos  (2014)
- Hard Candy de Brian Nelson (2013) — Jeff
- Razones para ser bonita (2013)
- Crónicas desquiciadas (2010) (Puesta en escena de tres monólogos)

## Premios y reconocimientos
- 2015: Sol de Oro.
- 2012: Plasmó sus huellas en Plaza de las Estrellas.
- 2012: Seleccionado como uno de los 12 hombres más sexys del año por la revista mexicana "Quien".
- 2013: Seleccionado como uno de los hombres más sexys del año por la revista InStyle.
- 2013: Seleccionado por la revista TVynovelas como uno de los 56 más sexys.
- 2013: Seleccionado por la revista Glamour como uno de los 11 hombres más guapos.